# Гостицы (деревня)
Гостицы — деревня в Сланцевском районе Ленинградской области, административный центр Гостицкого сельского поселения.

## История
Деревня Гостицы упоминается на карте Санкт-Петербургской губернии 1792 года А. М. Вильбрехта.
Деревня Гостицы обозначена на карте Санкт-Петербургской губернии Ф. Ф. Шуберта 1834 года.

ГОСТИЦЫ — деревня принадлежит госпоже Мейер и господину Маркову, число жителей по ревизии: 47 м. п., 62 ж. п. (1838 год)

Деревня отмечена на карте профессора С. С. Куторги 1852 года.

ГОСТИЦЫ — деревня господ Майера и Маркова, по почтовому тракту, число дворов — 16, число душ — 53 м. п. (1856 год)

ГОСТИЦЫ — деревня при реке Плюссе, число дворов — 15, число жителей: 40 м. п., 43 ж. п.. (1862 год)

Сборник Центрального статистического комитета описывал её так:

ГОСТИЦА — деревня бывшая владельческая при реке Плюссе, дворов — 9, жителей — 60; часовня, мельница. (1885 год)

В XIX — начале XX века деревня административно относилась к Выскатской волости 1-го земского участка 1-го стана Гдовского уезда Санкт-Петербургской губернии.
Согласно Памятной книжке Санкт-Петербургской губернии 1905 года, деревня входила в Гостицкое сельское общество.

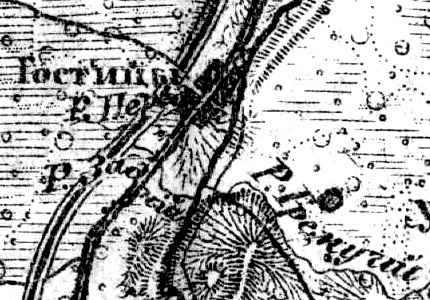
Деревня Гостицы на карте 1919 года

С 1917 по 1927 год деревня входила в состав Пелешского сельсовета Выскатской волости Гдовского уезда.
С 1927 по 1930 год, в составе Рудненского района. В 1928 году население деревни составляло 300 человек.
По данным 1933 года деревня Гостицы также входила в состав Пелешского сельсовета Рудненского района. С 1 августа 1933 года, в составе Гдовского района.
С 1941 года, в составе Сланцевского района.
С 1 августа 1941 года по 31 января 1944 года, германская оккупация.
С 1963 года, в составе Кингисеппского района.
По состоянию на 1 августа 1965 года деревня Гостицы входила в состав Пелешского сельсовета Кингисеппского района. С ноября 1965 года, вновь в составе Сланцевского района. В 1965 году население деревни составляло 189 человек.
По данным 1973 года деревня Гостицы входила в состав Пелешского сельсовета Сланцевского района.
По данным 1990 года деревня Гостицы входила в состав Гостицкого сельсовета и являлась его административным центром.
В 1997 году в деревне Гостицы Гостицкой волости проживали 1367 человек, в 2002 году — 1135 человека (русские — 93 %).
В 2007 году в деревне Гостицы Гостицкого СП проживали 1255, в 2010 году — 1176, в 2012 году — 1209, в 2013 году — 1243 человека.

## География
Деревня расположена в юго-западной части района на автодороге 41К-005 (Псков — Краколье).
Расстояние до районного центра — 5 км.
Расстояние до железнодорожной платформы Гостицы — 1,5 км.
Деревня находится на левом берегу реки Плюсса.

## Демография
| 1862 | 2007  | 2010  | 2017  |
| ---- | ----- | ----- | ----- |
| 83   | ↗1255 | ↘1176 | →1176 |

## Улицы
Луговая, Северная.

## Садоводства
Урожай-1.